# École d'urbanisme de Paris
Pour les articles homonymes, voir EUP.
L'École d'urbanisme de Paris (EUP) est un établissement d'enseignement supérieur français de formation aux métiers de l'urbanisme et de l'aménagement du territoire. Elle est issue de la fusion entre l'Institut français d'urbanisme et de l'Institut d'urbanisme de Paris opérée en 2015. L'EUP forme des étudiants en master et doctorat dans ses locaux du campus Descartes à Champs-sur-Marne. L'école propose par ailleurs des diplômes universitaires.

## Histoire
Inaugurée le 18 mars 2015 par Sylvia Pinel, ministre du Logement, de l'Égalité des Territoires et de la Ruralité, la création de l'École d'urbanisme de Paris résulte d'un long rapprochement entre l'Institut français d'urbanisme et l'Institut d'urbanisme de Paris. Ces deux composantes, dépendant respectivement de l'université Paris-Est-Créteil-Val-de-Marne et de l'université Gustave-Eiffel, ont ainsi fusionné pour donner naissance à la première école universitaire, d’enseignement supérieur et de recherche en urbanisme en France.

## Situation
L'École d'urbanisme de Paris a emménagé dès sa création sur le campus Descartes situé sur la commune de Champs-sur-Marne. Abritée dans le bâtiment Bienvenüe, œuvre de l'architecte Jean-Philippe Pargade, elle y côtoie des instituts de recherche tels que l'Institut français des sciences et technologies des transports, de l'aménagement et des réseaux (IFSTTAR) désormais intégré à l'université Gustave-Eiffel ou le Centre scientifique et technique du bâtiment (CSTB). 
Le campus Descartes constitue le cœur du cluster Descartes, pôle d'excellence du Grand Paris et premier pôle en recherche et développement sur la ville durable de France, concentrant 25 % des investissements en la matière. L'insertion de l'École d'urbanisme de Paris dans ce lieu s'inscrit dans la logique de concentration des entreprises, des laboratoires de recherches et des établissements d'enseignement supérieurs dans ce lieu qui réunit déjà 15 000 étudiants et 3 000 chercheurs et ingénieurs. 

### Accès
Intégrés à la ville nouvelle de Marne-la-Vallée, l'École d'urbanisme de Paris et le campus Descartes sont aujourd'hui desservis par la gare de Noisy - Champs de la ligne A du RER.
À terme, avec l'arrivée du Grand Paris Express, le campus Descartes par l'intermédiaire de la gare de Noisy - Champs, est amené à devenir un point de croisement majeur des transports en commun en Île-de-France. Il accueillera en effet, en plus du RER A, le terminus des lignes de métro 11, 15 et 16.

## Formations dispensées

### Diplômes de master

#### Master 1
Accessible sur concours, l'EUP dispense une première année de master (M1) en urbanisme et aménagement. Elle permet aux étudiants venus de formation différentes d'acquérir un socle commun de connaissances.

#### Master 2
La deuxième année de master (M2) s'articule autour de huit parcours d'approfondissement :
- M2 Développement et territoires,
- M2 Programmation, projet et management urbain,
- M2 Alternatives urbaines, démarches expérimentales et espaces publics,
- M2 Environnements urbains,
- M2 Transport et mobilité, en partenariat avec l'École nationale des ponts et chaussées,
- M2 Urbanisme et expertise internationale,
- M2 Développement urbain intégré (en alternance),
- M2 Habitat et renouvellement urbain (en alternance).

Les étudiants peuvent également choisir l'option "voie recherche" pour se préparer à poursuivre leurs études en doctorat.

### Diplômes universitaires
Outre les diplômes de Master délivrés pour les étudiants en formation initiale, il existe des diplômes universitaires qui sont davantage destinés à des individus déjà opérationnels souhaitant évoluer dans leur carrière grâce à une formation continue :
- Agir en situation métropolitaine : Le Grand Paris
- Projet Urbain Participatif
- Conseiller Mobilité Insertion